# Srážka vlaků u Bahanagy

Náčrt průběhu nehody.

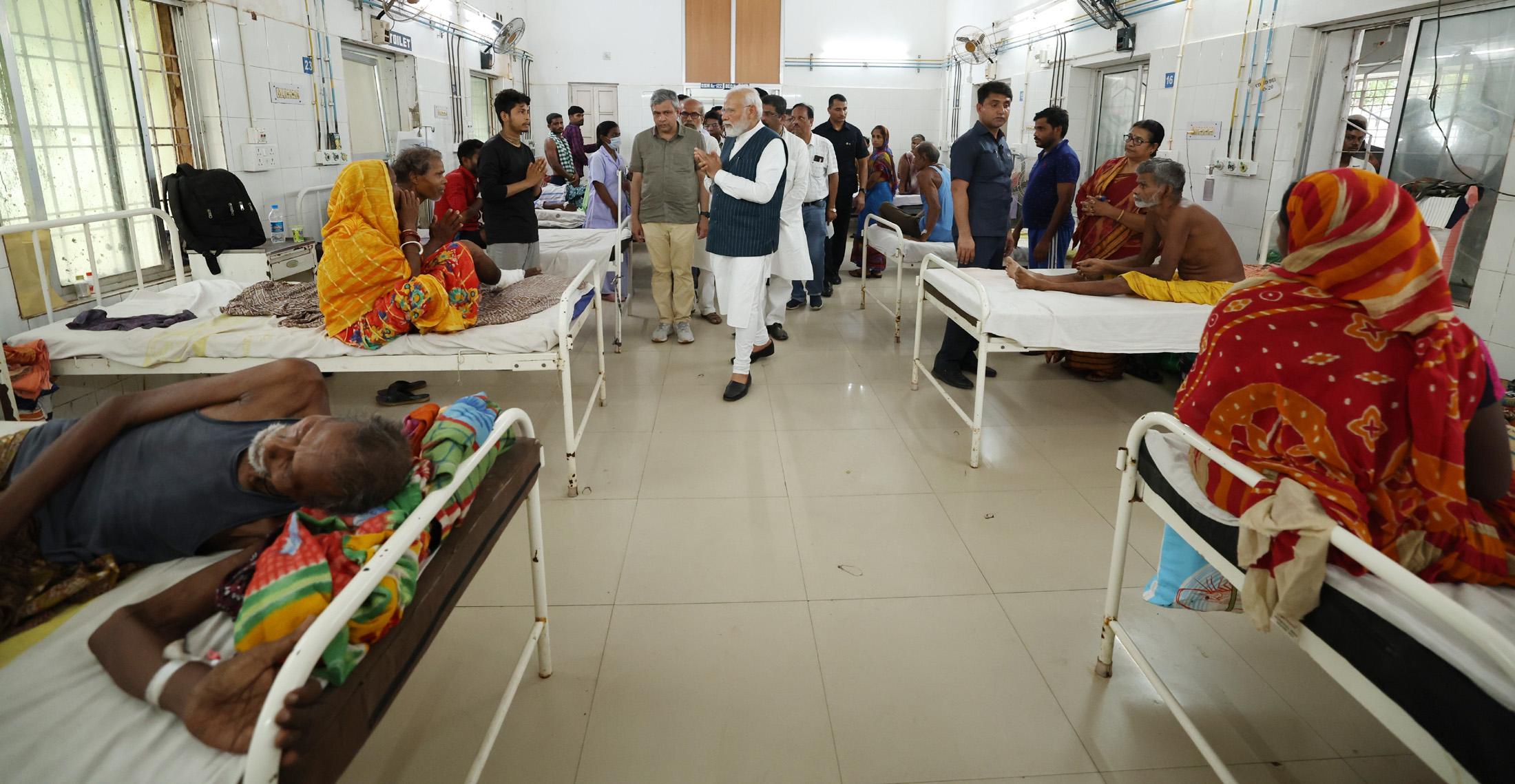
Oběti nehody v nemocnici.

Srážka vlaků u stanice Bahanaga je železniční neštěstí, k němuž došlo 2. června 2023 u stanice Bahanaga v indickém státě Urísa. V důsledku srážky dvou osobních expresů a nákladního vlaku zemřelo minimálně 288 lidí a více než 1100 jich bylo zraněno. Dle ministra železnic Ašvinia Vaišnava tragickou nehodu způsobila vadná výhybka.  Tragédie proběhla nejprve nárazem osobního vlaku do stojícího nákladního vlaku.
Následně se část vagonů osobního vlaku tlakem nárazu přesunula na vedlejší kolej, do kterých poté narazil druhý osobní vlak.